# زلنیگراد
زلنیگراد (به لاتین: Zelenigrad) یک منطقهٔ مسکونی در بلغارستان است که در Tran Municipality واقع شده‌است. زلنیگراد ۱۰۱ نفر جمعیت دارد و ۸۸۸ متر بالاتر از سطح دریا واقع شده‌است.